# قورباغه معمولی
قورباغه معمولی (نام علمی: Rana temporaria) نام یک گونه از راسته قورباغه است.